# Vava'u

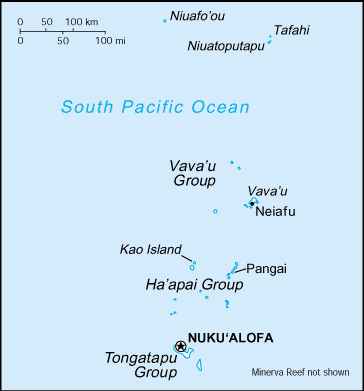
Kaart van Tonga (CIA)

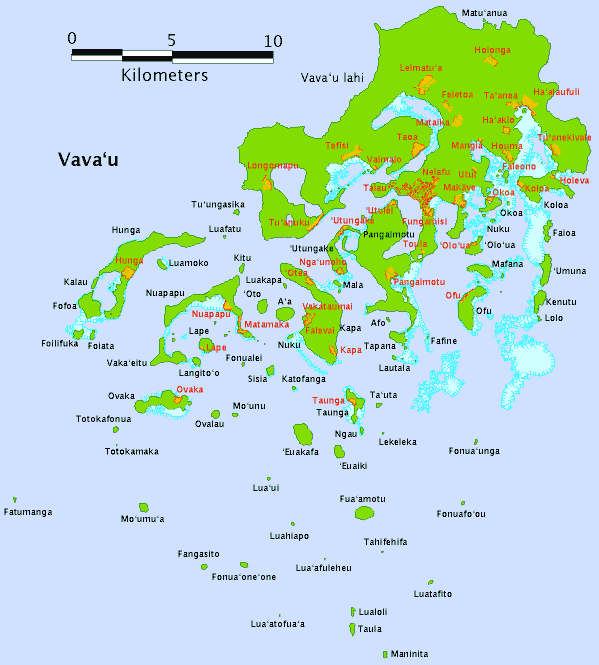
Vava'u

Vava'u is een eilandengroep in Tonga, bestaande uit een groot eiland (ook Vava'u genaamd) en meer dan 50 kleinere. Het grote eiland is 89 km2 groot en het hoogste punt is Mount Talau (131 m). De hoofdstad is Neiafu, de op een na grootste plaats in Tonga.
Het eiland is ontstaan door vulkanische activiteit en wordt al 2000 jaar bewoond. De eerste Europeaan op het eiland was de Spaanse commandant Francisco Mourelle, op weg van de Filipijnen naar Mexico.
Het eiland heeft een aantal toeristische attracties, waaronder vissen, walviskijken, duiken en snorkelen. Ook heeft het een groot aantal bijzondere schelpen op de stranden. Er zijn directe vluchten vanaf Tongatapu, en er is een veerdienst van Nuku'alofa naar Vava'u (24 uur). Ook is het goed bereikbaar vanuit Samoa en Fiji, waardoor het steeds populairder bij toeristen wordt.